# Опара, Айк
Икенна Мартин «Айк» Опара (англ. Ikenna Martin "Ike" Opara; 21 февраля 1989, Дарем, Северная Каролина, США) — американский футболист, центральный защитник.

## Биография

### Ранние годы
Опара родился в Дареме (Северная Каролина) в семье иммигрантов из Нигерии.
Во время обучения в Университете Уэйк-Форест в 2007—2009 годах Опара выступал за университетскую команду в NCAA. В сезоне 2007 года он помог «Уэйк-Форест Димон Диконс» одержать победу в национальном студенческом чемпионате. Два года подряд, в 2008 и 2009, признавался оборонительным игроком года в конференции ACC. В межсезонье в колледжах в 2008 и 2009 годах он также играл за клуб «Кэри Кларетс» из четвёртого дивизиона Premier Development League.

### Клубная карьера
В начале 2010 года Опара покинул университет и подписал контракт с MLS по программе Generation Adidas. На Супердрафте MLS он был выбран в первом раунде под общим 3-м номером клубом «Сан-Хосе Эртквейкс». Его профессиональный дебют состоялся 27 марта в стартовом для «Квейкс» матче сезона 2010 против «Реал Солт-Лейк». Первый гол он забил в своём втором матче 10 апреля в ворота «Чикаго Файр». 31 июля в матче против «Сиэтл Саундерс» Айк получил перелом левой ноги, потребовавший операцию, в связи с чем пропустил оставшуюся часть сезона. В сезоне 2011 из-за травмы левой ноги он пропустил последних 23 матча.
12 декабря 2012 года Опара был обменян в клуб «Спортинг Канзас-Сити» на пик второго раунда Супердрафта MLS 2013. За «Спортинг» он дебютировал в четвёртом туре сезона 2013 23 марта в матче против «Нью-Инглэнд Революшн», завершившемся безголовой ничьей. Первый гол за канзасцев он забил 21 июля — мяч, отправленный в ворота в компенсированное время ко второму тайму, принёс победу над «Реал Солт-Лейк» со счётом 1:2. Бо́льшую часть сезона 2014 Опара пропустил из-за тяжёлой травмы голеностопного сустава правой ноги, полученной 29 марта в поединке с «Колорадо Рэпидз» при столкновении с защитником противника Джаредом Уоттсом. Сезон 2015 также окончился для игрока преждевременно в результате очередной тяжёлой травмы — разрыва ахиллова сухожилия левой ноги, произошедшего в игре с «Реал Солт-Лейк» 11 апреля. По итогам сезона 2017 Опара был признан защитником года в MLS, а также был включён в символическую сборную лиги. После завершения сезона 2018 Опара попросил «Спортинг Канзас-Сити» выставить его на трансфер.
28 января 2019 года Опара был продан в «Миннесоту Юнайтед» за $900 тыс. в целевых распределительных средствах, которые могли возрасти до $1 млн в зависимости от достижения определённых условий. Его дебют за «гагар» состоялся 2 марта в матче первого тура сезона 2019 против «Ванкувер Уайткэпс». 4 мая в матче против «Сиэтл Саундерс» он забил свой первый гол за «Миннесоту Юнайтед», игра завершилась ничьей 1:1. По итогам сезона 2019 Опара по второму разу был признан защитником года в MLS и был включён в символическую сборную MLS. 29 октября 2019 года Опара подписал с «Миннесотой Юнайтед» новый многолетний контракт. 5 августа 2021 года «Миннесота Юнайтед» выкупила контракт у Опары.

### Международная карьера
В 2008 году в составе молодёжной сборной США Опара принимал участие в Молочном кубке в Северной Ирландии. На чемпионате мира среди молодёжных команд 2009 года он выходил в стартовом составе во всех трёх матчах американской сборной.
В марте 2012 года Опара в рядах олимпийской сборной США участвовал в матчах квалификации в зоне КОНКАКАФ к футбольному турниру Олимпийских игр в Лондоне.
В первых числах 2018 года Опара был приглашён в традиционный январский тренировочный лагерь сборной США в преддверии товарищеского матча со сборной Боснии и Герцеговины, и во встрече, состоявшейся 28 января, выйдя в стартовом составе, дебютировал в американской сборной.

### Тренерская карьера
С мая 2021 года Опара работал скаутом в «Нэшвилле». 14 января 2022 года Опара был назначен ассистентом главного тренера «Спортинга Канзас-Сити II» Бенни Фейлхабера.

## Статистика выступлений

### Клубная
| Выступление          | Выступление      | Выступление      | Лига | Лига | Плей-офф | Плей-офф | Кубок | Кубок | ЛЧ КОНКАКАФ | ЛЧ КОНКАКАФ | Итого | Итого |
| Клуб                 | Лига             | Сезон            | Игры | Голы | Игры     | Голы     | Игры  | Голы  | Игры        | Голы        | Игры  | Голы  |
| -------------------- | ---------------- | ---------------- | ---- | ---- | -------- | -------- | ----- | ----- | ----------- | ----------- | ----- | ----- |
| Сан-Хосе Эртквейкс   | MLS              | 2010             | 11   | 3    | 0        | 0        | —     | —     | —           | —           | 11    | 3     |
| Сан-Хосе Эртквейкс   | MLS              | 2011             | 8    | 0    | —        | —        | —     | —     | —           | —           | 8     | 0     |
| Сан-Хосе Эртквейкс   | MLS              | 2012             | 16   | 0    | 1        | 0        | 3     | 0     | —           | —           | 20    | 0     |
| Сан-Хосе Эртквейкс   | Итого            | Итого            | 35   | 3    | 1        | 0        | 3     | 0     | —           | —           | 39    | 3     |
| Спортинг Канзас-Сити | MLS              | 2013             | 18   | 3    | 3        | 0        | 1     | 0     | 3           | 1           | 25    | 4     |
| Спортинг Канзас-Сити | MLS              | 2014             | 3    | 0    | 0        | 0        | 0     | 0     | 2           | 0           | 5     | 0     |
| Спортинг Канзас-Сити | MLS              | 2015             | 6    | 2    | —        | —        | —     | —     | —           | —           | 6     | 2     |
| Спортинг Канзас-Сити | MLS              | 2016             | 25   | 1    | 0        | 0        | 1     | 0     | 2           | 0           | 28    | 1     |
| Спортинг Канзас-Сити | MLS              | 2017             | 30   | 3    | 1        | 0        | 5     | 2     | —           | —           | 36    | 5     |
| Спортинг Канзас-Сити | MLS              | 2018             | 31   | 3    | 4        | 0        | 1     | 0     | —           | —           | 36    | 3     |
| Спортинг Канзас-Сити | Итого            | Итого            | 113  | 12   | 8        | 0        | 8     | 2     | 7           | 1           | 136   | 15    |
| Миннесота Юнайтед    | MLS              | 2019             | 30   | 3    | 1        | 0        | 4     | 0     | —           | —           | 35    | 3     |
| Миннесота Юнайтед    | MLS              | 2020             | 2    | 2    | 0        | 0        | —     | —     | —           | —           | 2     | 2     |
| Миннесота Юнайтед    | MLS              | 2021             | 0    | 0    | —        | —        | —     | —     | —           | —           | 0     | 0     |
| Миннесота Юнайтед    | Итого            | Итого            | 32   | 5    | 1        | 0        | 4     | 0     | —           | —           | 37    | 5     |
| Всего за карьеру     | Всего за карьеру | Всего за карьеру | 180  | 20   | 10       | 0        | 15    | 2     | 7           | 1           | 212   | 23    |

Источники: Transfermarkt, Soccerway, worldfootball.net, MLSsoccer.com.

### Международная
| Команда | Год   | Игры | Голы |
| ------- | ----- | ---- | ---- |
| США     |       |      |      |
| 2018    | 1     | 0    |      |
| Всего   | Всего | 1    | 0    |

Источник: National Football Teams.

## Достижения
Командные
 Сан-Хосе Эртквейкс
- Победитель регулярного чемпионата MLS: 2012

 Спортинг Канзас-Сити
- Чемпион MLS: 2013
- Обладатель Открытого кубка США: 2015, 2017

Индивидуальные
- Защитник года в MLS: 2017, 2019
- Член символической сборной MLS: 2017, 2019